# Universitätsgesellschaft Münster
Die Universitätsgesellschaft Münster e. V. (früher: Gesellschaft zur Förderung der Westfälischen Wilhelms-Universität e. V.) wurde 1918 gegründet, um die Universität Münster unmittelbar dort zu unterstützen, wo staatliche Mittel nicht zur Verfügung stehen oder nicht ausreichen. Aufgabe ist es, dort zu fördern, wo Bildung und Forschung passiert, damit die Westfälische Wilhelms-Universität ihre gesellschaftlich wichtigen Aufgaben auch zukünftig erfüllen kann. Dies geschieht durch die Förderung von Projekten aus Forschung, Lehre, Kultur und Studierendeninitiativen an der WWU Münster. Jährlich wird zudem der Preis zur Förderung des wissenschaftlichen Nachwuchses an herausragende Nachwuchswissenschaftler verliehen.

## Stiftungen
Die Universitätsgesellschaft verwaltet das Vermögen von insgesamt zehn Stiftungen mit einem Vermögen von 2,5 Mio. Euro, deren Zweck jeweils in der Förderung verschiedener universitärer Einrichtungen liegt:
- Gerhard-Domagk-Stiftung (Verleihung eines Forschungspreises im Bereich Krebsbekämpfung)
- Hans Großmann-Stiftung (Förderung von Arbeiten junger Forscher auf dem Gebiet der klinisch orientierten Diagnostik)
- Fritz Wilhelm Hardach-Stiftung (Förderung des Instituts für Anlagen und Systemtechnologien)
- Friedrich-Wilhelm Hauss-Lipperheide-Stiftung (Förderung der Kinderheilkunde an der WWU)
- Wilhelm Klemm-Stiftung (Unterstützung von Diplomanden und Doktoranden im Bereich der Anorganischen Chemie)
- Erich Kummer-Stiftung (Unterhalt des Landhauses Rothenberge)
- Stiftung Medizinische Lehre (Förderung der Lehre an der Medizinischen Fakultät)
- Ernst-Hellmut-Vits-Preis
- Harry-Westermann-Preis (Förderung des wissenschaftlichen Nachwuchses der rechtswissenschaftlichen Fakultät)
- Ewald-Wicke-Stiftung (Unterstützung von Diplomanden und Doktoranden im Bereich der Physikalischen Chemie)

## Preise
Der Verein und die verbundenen Stiftungen vergeben folgende Preise:
- Preis zur Förderung des Wissenschaftlichen Nachwuchses: 10.000 Euro für besonders herausragende Forschungsleistungen des akademischen Nachwuchses der WWU Münster
- Ernst-Hellmut-Vits-Preis: 20.000 Euro für einen hervorragenden wissenschaftlichen Beitrag, durch den „Wege zur geistigen und materiellen Verbesserung des Lebens in der von Wissenschaft und Technik bestimmten Welt gewiesen werden“.
- Gerhard-Domagk-Preis für exzellente, international beachtete Publikationen auf dem Gebiet der Krebsforschung
- Wilhelm-Klemm-Promotionspreis für eine herausragende Doktorarbeit auf dem Gebiet der Anorganischen Festkörperchemie
- Harry-Westermann-Preis zur Förderung des wissenschaftlichen Nachwuchses der Rechtswissenschaftlichen Fakultät der Universität Münster (wird seit 1990 verliehen)
- Ewald-Wicke-Preis: wird gemeinsam mit der Deutschen Bunsengesellschaft für Physikalische Chemie verliehen
- wissen.kommuniziert – Preis der Universitätsgesellschaft Münster für Wissenschaftskommunikation: anlässlich ihres 100jährigen Jubiläums im Jahr 2018 erstmals verliehen und mit 10.000 € dotiert. Er wird alle zwei Jahre verliehen.[6]